# Abd-al-Bassir (nom)
Abd-al-Bassir és un nom masculí teòfor àrab islàmic (àrab: عبد البصير, ʿAbd al-Baṣīr) que literalment significa ‘Servidor de Qui tot ho veu’, essent «Qui tot ho veu» un dels epítets de Déu. Si bé Abd-al-Bassir és la transcripció normativa en català del nom en àrab clàssic, també se'l pot trobar transcrit Abdul Basir, ‘Abdul Basier... normalment per influència de la pronunciació dialectal o seguint altres criteris de transliteració. Com a teòfor, també el duen molts musulmans no arabòfons que l'han adaptat a les característiques fòniques i gràfiques de la seva llengua.